# つるとんたん

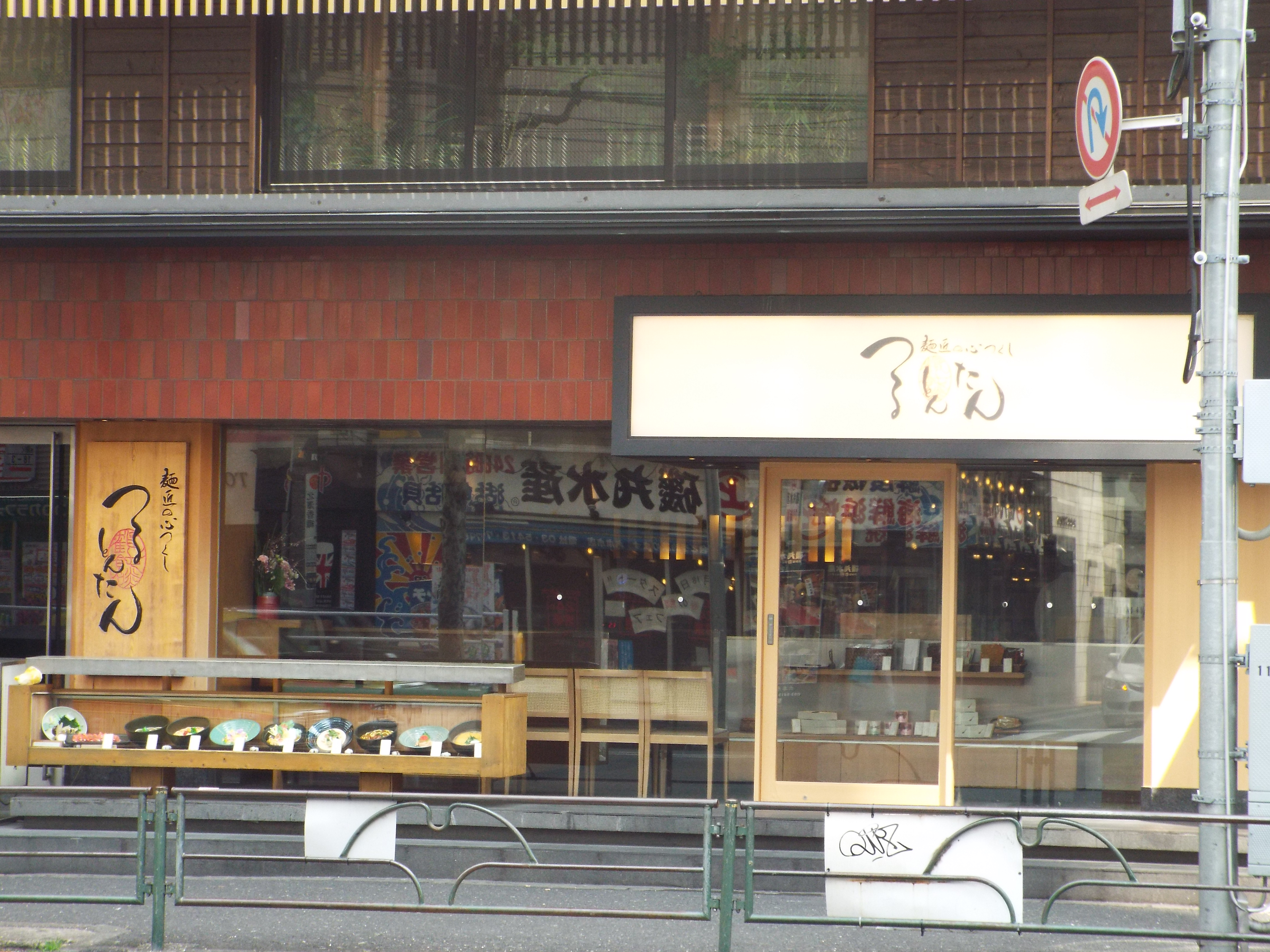
六本木店

つるとんたんは、カトープレジャーグループが運営し大阪府と東京都で展開する関西風うどんの外食チェーン。

## 概要
- ホテル、レストラン、高級旅館、公共リゾート施設等、あらゆるレジャー事業の総合的な開発を行うプロデュース企業カトープレジャーグループが1978年、レストラン事業の一つとして大阪府に「麺匠の心つくし つるとんたん」を創業。
- 展開する店舗一つひとつに違ったコンセプト、テーマ、キーワードを持っており、同じチェーン店でありながら立地条件や建物の雰囲気によって独特の店舗となっている[1]。
- もともと東京進出の予定はなかったが、大阪の店舗の常連だった夏木マリが「東京でも『つるとんたん』のうどんが食べたい」という一声がきっかけとなり、2005年に六本木店が開店した[2]。夏木はその際、BGMなどを手伝った[3]。
- 六本木店はテレビ朝日本社の近くにあるため、芸能人がテレビ番組で話題に出すことも多い[4]。
- 2016年8月にニューヨークに出店した。当初は同年春を予定していた[5]。所在地は、移転したレストラン「ユニオン・スクエア・カフェ」の跡地（21 East 16th Street）で、広さ約500平米[5]。
- 「つるとんたん」の名前の由来は、漢字で書くと「鶴飩啖」で、鶴亀の鶴（つる）、温飩の飩（とん）、健啖の啖（たん）が由来[6][7]。

## 沿革
- 1978年 - 創業者 加藤精一が、コシのある本格手打ちのうどんの店「本家さぬき」を開業
- 1989年 - 麺匠の心つくし つるとんたん 宗右衛門町店オープン
- 2016年 - TsuruTonTan UDON NOODLE Brasserie 銀座 オープン

## 店舗

### 大阪府
- 宗右衛門町店
- 北新地店
- 本町楼
- 大国町店
- 琴しょう楼
- TOPCHEFS - コンセプトは新しい「おいしさ」の発見。また、併設の「CHEEFS DELI」ではテイクアウト商品を試食することが可能になっている。

### 東京都
- 六本木店 - コンセプトはうどんの高級割烹。
- 新宿店 - コンセプトは音VS食。
- 渋谷店　UDON NOODLE Brasserie 渋谷スクランブルスクエア店
- BIS TOKYO
- 琴しょう楼　楽精庵
- 羽田空港店
- 銀座店-つるとんたん UDON NOODLE Brasserie 東急プラザ銀座店

### 長野県
- 軽井沢店 - コンセプトはリゾート型店舗。

### ニューヨーク
- Union Square

### ハワイ
- Royal Hawaiian Center

## 外部サイト
- 麺匠の心つくし つるとんたん
- つるとんたん (@turutontanudon) - X（旧Twitter）
- つるとんたん (tsurutontan) - Facebook
- つるとんたん (@tsurutontan_official) - Instagram